# Lill Bullerskäret
Lill Bullerskäret is een Zweeds eiland behorend tot de Lule-archipel. Het eiland bij Estersön. Het heeft geen oeververbinding en is onbebouwd. Het is in het noorden vergroeid met de zandbank Målgrundet.